# 豆豉鯪魚

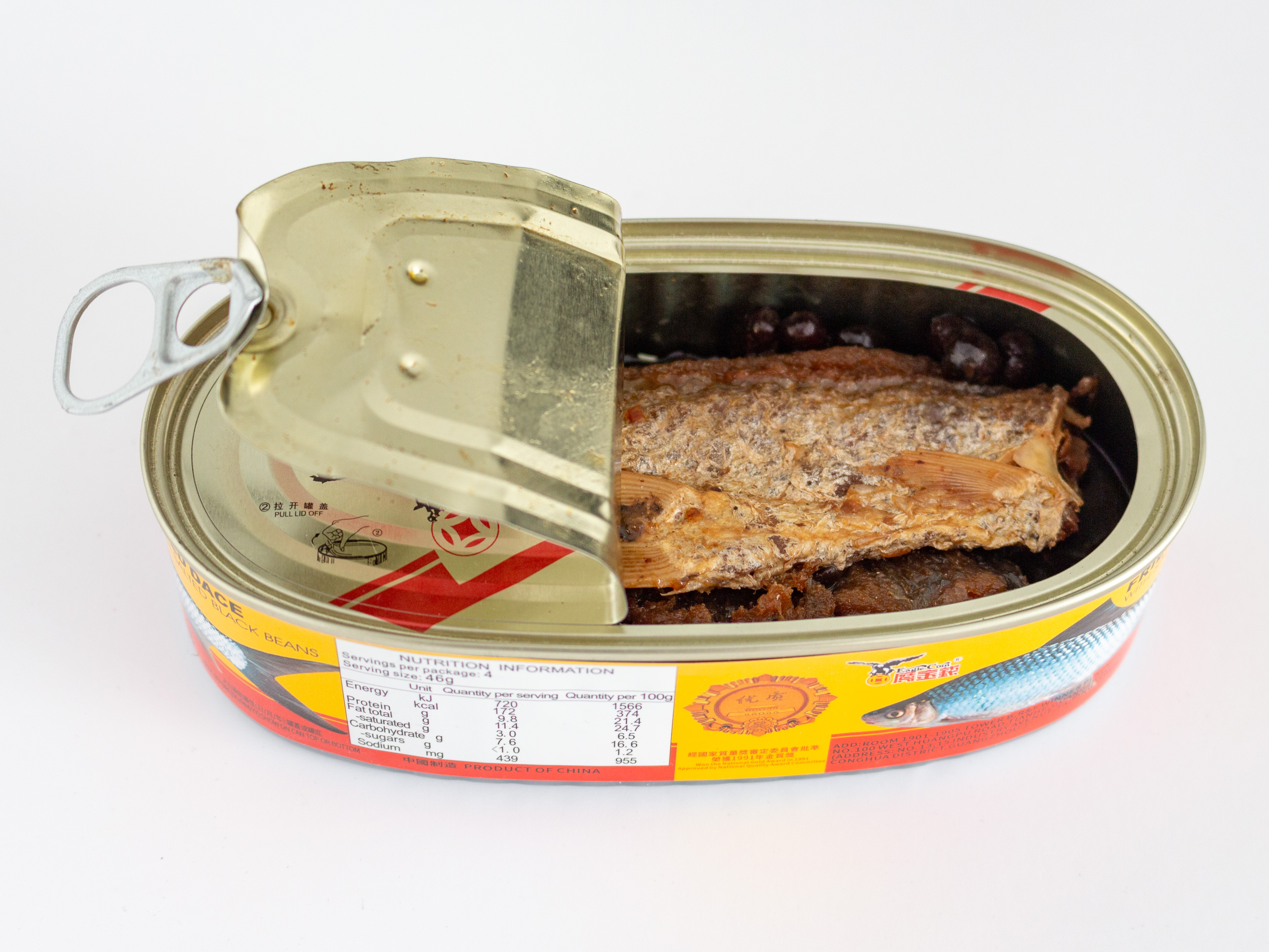
一罐豆豉鯪鱼罐头

豆豉鯪魚是一种起源于中国的罐头食品，是将鯪魚用油炸制后，拌以豆豉浸泡在油中封装。

## 历史
豆豉鲮鱼源于广州，在50年代中国开始工业化之前，许多珠三角地区的中国人需要到东南亚打工，因为吃不惯外国的餐饮，他们将鲮鱼炒熟，用豆豉腌制，然后随身携带，这种传统做法逐渐转变成一种罐头制品。1893年，当时的广茂香罐头厂制作出第一罐豆豉鲮鱼罐头，1912年更名為廣奇香罐頭廠後，於香港註冊了“鷹金錢”商標品牌。
1960年代左右，香港人的生活环境并不富裕，他们收入低，购买力也低，由于豆豉鲮鱼罐头价格低廉、保质期长、味道浓郁，可以单独拌饭食用，所以成为了常见的下饭菜。有时也会在家单独烹制，作为对过去味道的怀念，豆豉鲮鱼成为许多香港人的集体回忆。
现在人们很少再吃豆豉鲮鱼，其中原因，一来1970年代左右香港经济腾飞，人们生活质量提升，食物的选择变多；二来也有研究认为，罐头食品为人工制品而缺乏营养，所以导致人们减少食用。即使这样，人们也会储备少量这种罐头已被不时之需。另外，豆豉鲮鱼罐头已经广泛由不同厂家生产和销售，出于效率和便捷性，人们更多买其罐头制品多于自己烹制。

## 原料和风味
这种罐头原料主要是鲮鱼、豆豉、植物油、糖、酱油、盐和香料。豆豉咸和有少许烟熏味，浸泡在植物油的鲮鱼肉质有嚼劲，骨头酥软可食用。

## 食用
豆豉鲮鱼可以直接从罐头取出冷食或加热食用，其他吃法有炒青菜，拌面条或白饭。